# Trần Ngọc Liễng
Trần Ngọc Liễng (14 tháng 4 năm 1923 – 9 tháng 10 năm 2011) là luật sư, học giả luật học, nhân sĩ và chính khách người Việt Nam, cựu Ủy viên Xã hội dưới thời Việt Nam Cộng hòa, nguyên Ủy viên Trung ương Mặt trận Tổ quốc Việt Nam, Phó Chủ tịch Ủy ban Mặt trận Tổ quốc Việt Nam và Đại biểu Hội đồng nhân dân kiêm Trưởng Ban Pháp chế Hội đồng nhân dân Thành phố Hồ Chí Minh dưới thời Cộng hòa Xã hội chủ nghĩa Việt Nam.

## Tiểu sử

### Thân thế và học vấn
Trần Ngọc Liễng sinh ngày 14 tháng 4 năm 1923 tại xã Long Hồ, huyện Châu Thành, tỉnh Vĩnh Long, Nam Kỳ, Liên bang Đông Dương trong một gia đình trí thức trung lưu.  Sau khi đậu Tú tài toàn phần, ông ra Hà Nội học Đại học Luật và đậu Cử nhân Luật.

### Hành nghề luật sư
Năm 1946, ông về xin làm Lục sự tại Tòa án Sài Gòn. Năm 1950, ông tập sự luật sư, làm lễ tuyên thệ tại Tòa Thượng thẩm Sài Gòn ngày 16 tháng 2 năm 1951. Sau khi mãn hạn tập sự, trở thành luật sư thực thụ, ông hợp tác hành nghề với Văn phòng luật sư Nguyễn Hữu Thọ và Văn phòng luật sư Nguyễn Lâm Sanh tại Sài Gòn. Sau đó, ông mở Văn phòng luật sư riêng tại địa chỉ nhà số 212 Phan Thanh Giản. Đây cũng là nơi làm trụ sở liên lạc, hội họp cho các tổ chức vận động chính trị của ông trước ngày 30 tháng 4 năm 1975.

### Sự nghiệp chính trị
Sau cuộc đảo chính quân sự năm 1963 lật đổ chế độ Đệ Nhất Cộng hòa của Tổng thống Ngô Đình Diệm, tình hình miền Nam bất ổn kéo dài. Nội các chiến tranh do Tướng Nguyễn Cao Kỳ đứng đầu ra đời, ông được mời giữ chức vụ Ủy viên Xã hội trong nội các này. Đến cuối tháng 10 năm 1966, ông từ chức rồi bắt đầu phong trào vận động quần chúng đấu tranh cho hòa bình với tổ chức Lực lượng Quốc gia Tiến bộ được thành lập ngày 4 tháng 6 năm 1969. Đây là tổ chức thuộc Thành phần thứ ba từ đấu tranh đòi hòa bình dẫn đến yêu cầu đòi Mỹ rút quân đội tức khắc ra khỏi miền Nam Việt Nam để cho người Việt Nam tự quyết định vận mệnh đất nước mình.
Ngày 27 tháng 1 năm 1973, Hiệp định Paris được ký kết. Từ đòi hòa bình, Lực lượng Quốc gia Tiến bộ đòi cấp tốc thực hiện ngưng bắn toàn diện, chấm dứt hoàn toàn chiến tranh trên khắp miền Nam Việt Nam, thực hiện và bảo đảm các quyền tự do dân chủ, xúc tiến hòa giải, hòa hợp dân tộc. Ngày 17 tháng 9 năm 1974, Tổ chức Nhân dân đòi thi hành Hiệp định Paris ra đời do chính ông làm Chủ tịch.
Nhờ có những đóng góp tích cực đấu tranh cho hòa bình, tự do, dân chủ ấy, các thành viên thuộc Thành phần thứ ba đều được dự kiến vai trò thiết yếu trong Nội các hòa bình của Tổng thống Dương Văn Minh trong những ngày cuối cùng của chính thể Việt Nam Cộng hòa. Tổng thống Dương Văn Minh đã cử ông làm Quốc vụ khanh Đặc trách Hòa đàm dẫn đầu phái đoàn Việt Nam Cộng hòa gồm 3 thành viên trong đó có ông, linh mục Chân Tín và giáo sư Châu Tâm Luân đến Trại Davis thương thuyết với phía Quân Giải phóng ngưng nã pháo vào Sài Gòn trong ngày 29 tháng 4 năm 1975. Tuy vậy, nỗ lực đàm phán giữa hai bên không thành công nên Tổng thống Dương Văn Minh đành phải đầu hàng Quân Giải phóng vào trưa ngày 30 tháng 4 năm 1975. 

### Sau năm 1975
Sau biến cố 30 tháng 4 năm 1975, ông từng giữ nhiều chức vụ trong các tổ chức quần chúng dưới chế độ cộng sản như: Phó Chủ tịch Hội Trí thức yêu nước Thành phố Hồ Chí Minh, Phó Chủ tịch Ủy ban Mặt trận Tổ quốc Việt Nam, Ủy viên Trung ương Mặt trận Tổ quốc Việt Nam khóa 1,3, Ủy viên Đoàn Chủ tịch Mặt trận Tổ quốc Việt Nam khóa IV và sau cùng là Trưởng Ban Pháp chế Hội đồng nhân dân Thành phố Hồ Chí Minh.
Trần Ngọc Liễng đã quy y theo đạo Phật từ năm 1965. Đến năm 1992, ông mới quyết định xuất gia vào tu tại Thiền viện Thường Chiếu ở ấp 1, xã Phước Thái, huyện Long Thành, tỉnh Đồng Nai, pháp danh Tỳ kheo Thích Kiến Huyền. Thầy Kiến Huyền đã viên tịch tại Thiền viện lúc 13 giờ 30 phút ngày 10 tháng 9 năm 2011, thọ 89 tuổi. Thi hài của ông được đưa đi hỏa táng tại Nghĩa trang Đồng Nai.